# 마검야도
"마검야도"(魔劍夜刀)는 한국에서 제작된 왕호 감독의 1985년 영화이다. 왕호 등이 주연으로 출연하였고 유옥추 등이 제작에 참여하였다.

## 출연

### 주연
- 왕호
- 왕룡
- 김영인
- 김유행

## 기타
- 조명: 손한수